# Hexatoma (Eriocera) subpusilla
Hexatoma (Eriocera) subpusilla is een tweevleugelige uit de familie steltmuggen (Limoniidae). De soort komt voor in het Palearctisch gebied.